# Saproscincus saltus
Espèce
Saproscincus saltus est une espèce de sauriens de la famille des Scincidae.

## Répartition
Cette espèce est endémique du Nord-Est du Queensland en Australie.

## Publication originale
- Hoskin, 2013 : A new skink (Scincidae: Saproscincus) from rocky rainforest habitat on Cape Melville, north-east Australia. Zootaxa, no 3722 (3), p. 385–395.